# Narciso Tomé
Pour les articles homonymes, voir Tomé.
Narciso Tomé (né en 1690 ou 1694 à Toro - mort en 1742 à Tolède) est un sculpteur, architecte et peintre baroque espagnol. Il s'éloigne du style churrigueresque pour une utilisation simultanée de plusieurs arts dans ses réalisations, un procédé qui connaîtra un grand succès.

## Biographie
Issu d'une famille d'architectes et de sculpteurs, Narciso Tomé travaille d'abord en famille avec son père Antonio et son frère Diego à la façade de l'Université de Valladolid en 1715 et obtient à la suite de cette réalisation un petit succès. Il peut donc côtoyer et travailler auprès des Churriguera à Salamanque, avant de devenir à partir de 1721 le principal collaborateur de Teodoro Ardemans (en), maître d'œuvre sur le chantier de la cathédrale Sainte-Marie de Tolède, à qui il succède après sa mort en 1726. En effet, l'évêque Diego de Astorga y Céspedes souhaite qu'un monument soit élevé à la gloire du Saint Sacrement dans la cathédrale et prenne place au dos de l'autel principal. Narciso Tomé va donc créer un ensemble mélangeant architecture, sculpture, peinture et décorations, qui sera éclairé en perçant directement un oculus dans la voûte du déambulatoire et former une sorte de chapelle sans murs. Le monument, qui a coûté la somme de 200 000 ducats, connaîtra un succès colossal à son achèvement en 1732 et va valoir à son concepteur le titre de Maestro Mayor dans la cathédrale.

## Galerie

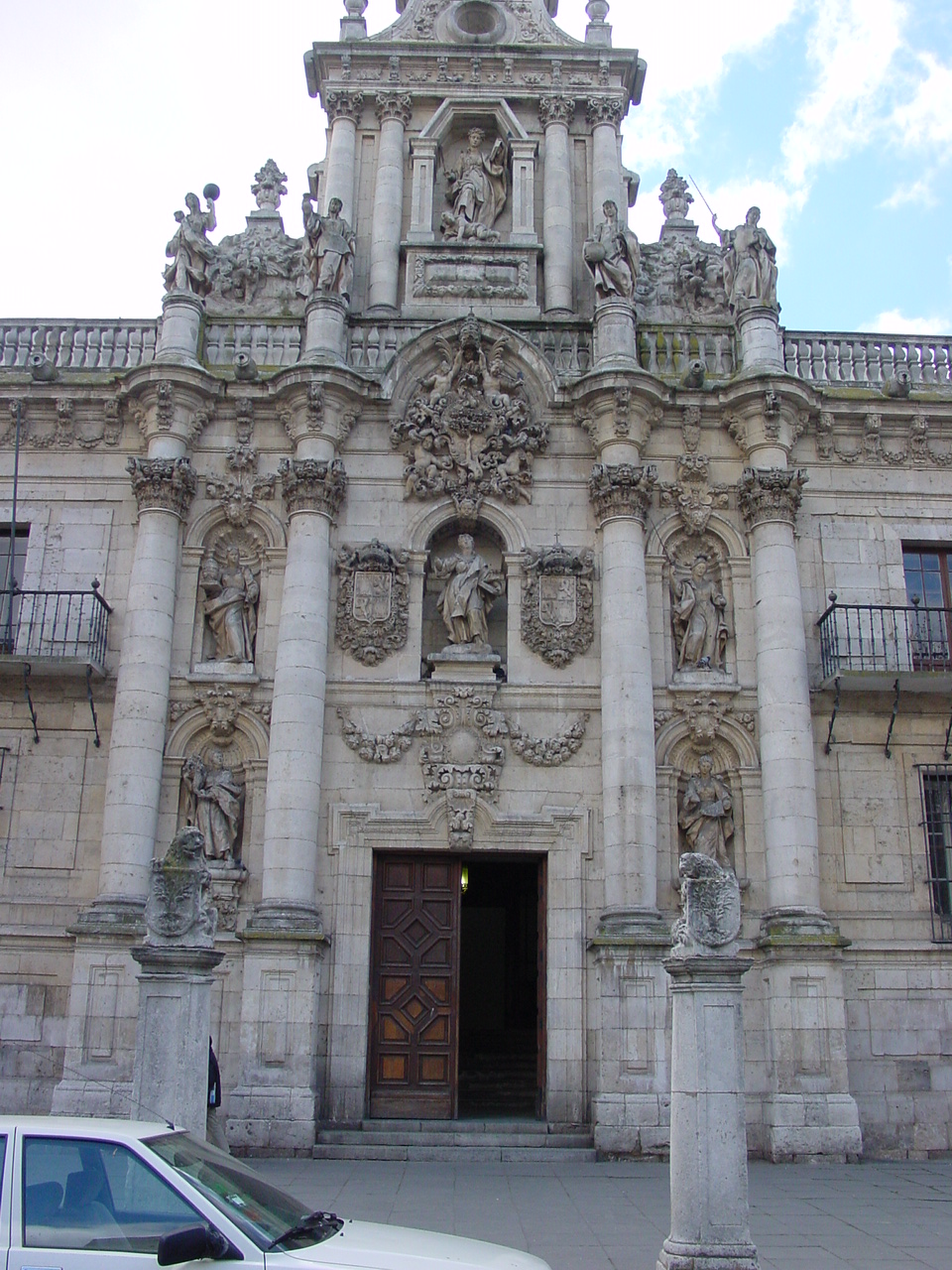
Façade de l'Université de Valladolid
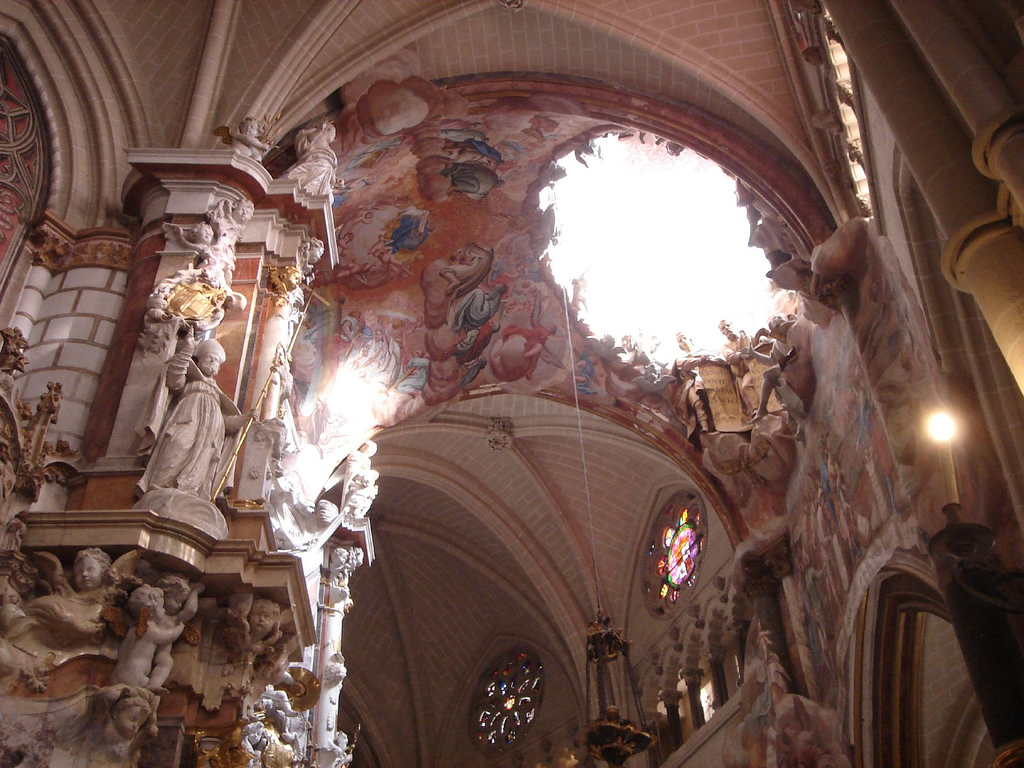
Voute du Transparent de la Cathédrale Sainte-Marie de Tolède
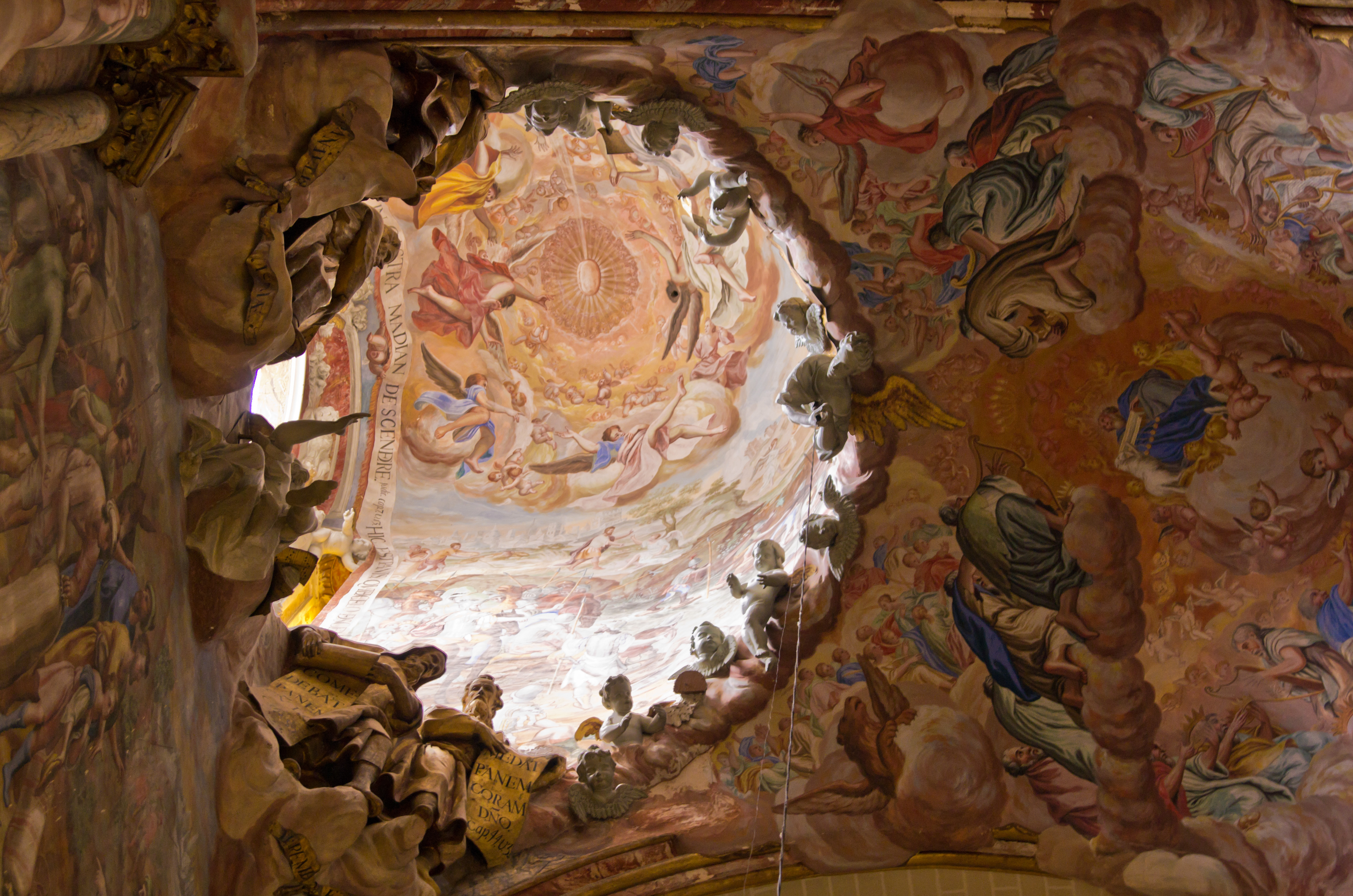
oculus du Transparent de la Cathédrale Sainte-Marie de Tolède
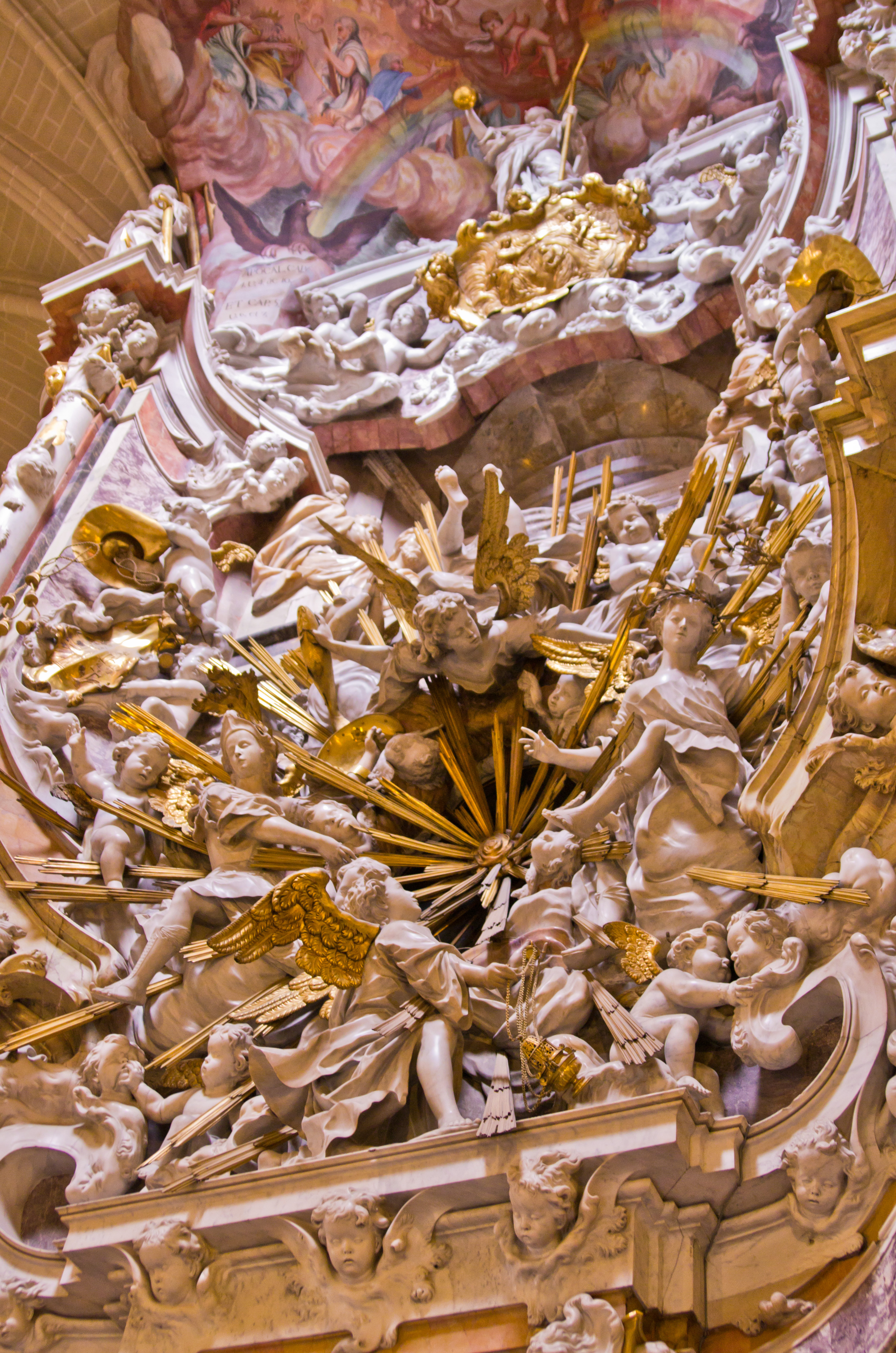
Détail de l'autel de la Cathédrale Sainte-Marie de Tolède

## Œuvres, monuments
- 1715 : Façade de l'université de Valladolid, Pierre et marbre; réalisé en collaboration avec Antonio Tomé et Diego Tomé.
- 1721 : 1732 - Transparente (Transparent), stuc, bronze, marbre blanc et coloré, peinture et dorure. Partie postérieure de l'autel principal de la cathédrale Sainte-Marie de Tolède.

## Prix, récompenses
- 1726 : Maître d'œuvre du chantier de la cathédrale Sainte-Marie de Tolède.
- 1732 : Maestro Mayor de la cathédrale Sainte-Marie de Tolède.

## Généalogie
- Père : Antonio Tomé, architecte (?-?).
  - Frère : Diego Tomé, architecte, sculpteur (?-?).